# 浅野真澄×山田真哉の週刊マネーランド
『浅野真澄×山田真哉の週刊マネーランド』（あさのますみ やまだしんやのしゅうかんマネーランド）は、2015年3月30日から2020年3月23日まで浅野真澄と山田真哉がパーソナリティを務め、文化放送をキー局として放送されていたラジオ番組。

## 概要
声優の浅野真澄と、税理士・公認会計士で浅野の顧問税理士も務める山田真哉による、経済・バラエティ番組である。「聴いているとお金・経済・投資リテラシーがぐんぐん上がっていく」をコンセプトとしている。
浅野と鷲崎健がパーソナリティを務め、2015年3月28日を以って終了した長寿番組『A&G 超RADIO SHOW〜アニスパ!〜』の後継番組ではないが、同番組の挨拶であった「アニスパップー」を捩った「マネスパップー」が挨拶として使われている。短縮形の「パップー」も同様に使われている。また、経済内容の番組ながら「文化放送A&Gゾーン」の番組扱いとなっている。
『アニスパ!』の終了を受けて、文化放送から「何かやりたい企画はないか？」と持ちかけられた浅野が「お金の番組をやりたい」と提案したことから始まった。また、山田にとっては初のラジオレギュラーである。
Twitterにおけるハッシュタグは「#マネーランド」が用いられている。

## 放送時間
| 放送対象地域 | 放送局           | 放送時間                 | 放送期間        | 備考                                                                                |
| ------------ | ---------------- | ------------------------ | --------------- | ----------------------------------------------------------------------------------- |
| 関東広域圏   | 文化放送（QR）   | 毎週月曜日 21:30 - 22:00 | 2015年3月30日 - | 制作局                                                                              |
| 中京広域圏   | 東海ラジオ（SF） | 毎週月曜日 21:00 - 21:30 | 2017年10月2日 - | 2016年からナイターオフシーズンプログラムとしてネット 2018年以降は通年番組として放送 |

文化放送・東海ラジオとも、月曜日にプロ野球中継が編成されることがあり、中継時間が延長した場合はその分だけ放送時間を繰り下げ、中継終了後から放送する。また、文化放送では放送時間が遅延した場合でも、2017年度まではradikoのエリアフリー聴取では22:00で配信を打ち切っていた。

## 沿革
2018年
- 1月1日(第145回) - 元日から通常放送。それぞれ2018年の目標を発表した[47]。
- 1月4日 - 「第3回マネーランド投資コンテスト」がスタート。
- 1月8日(第146回) - ゲストとしてゲッターズ飯田が3年連続で出演。飯田の占いによれば浅野は非常に運勢のよい年である[48]。
- 2月12日(第151回) - 浅野が畑健二郎との結婚を番組内で発表[49][50]。
- 4月30日 - 文化放送メディアプラスホールにて公開録音が行われた。ゲストは堀江由衣。キューイチローも登場[51]。
- 8月6日(第176回) - ゲストとして関智一が出演。コミックマーケットにサークル参加する話などを告知[52]。

## コーナー

### 山田さん、これは経費ですか？
様々な職業において「こういったケースは経費として認められるのか？」という疑問を、税理士である山田がジャッジするコーナー。
リスナーからのメールは浅野が代読してプレゼンし、ゲスト出演回ではゲストが自らプレゼンを行う。山田が浅野に対し厳しく問いただす様子は『アニスパ!』で行われていた「浅野裁判」に相通ずる。

### あの人は何故喰えているのか？
山田の代表作『さおだけ屋はなぜ潰れないのか?』のように「あの仕事は儲かりそうにないが、なぜ潰れないのか、生活していけるのか」というリスナーまたは浅野からの疑問について、山田が解説するコーナー。

### 今日の得する話
日常生活においてちょっと得する知識、小技について山田が解説するコーナー。
得する額は数十円から200万円を超えるものまで幅広い。

### ファイナンシャルファンタジー3
浅野がファイナンシャル・プランナー3級の資格を目指し、リスナーとともに学習するコーナー。
3級に合格し、目標が2級に変わったことから、第52回放送からコーナー名も「ファイナンシャルファンタジー2」に変更となった。

### アイム バフェット！
投資初心者の浅野が尊敬する投資家・ウォーレン・バフェットのような投資家を目指すべく、リスナーとともに投資について学ぶコーナー。

### みずほ証券presents 目指せ！投資マスター
みずほ証券が番組スポンサーとなったことにより、第10回放送から始まったコーナー。
このコーナーの番外編が「金談トーク」として、みずほ証券のサイトからアーカイブ放送を聴くことができる。
リスナー参加型の企画「第1回マネーランド投資コンテスト」もこのコーナー内で行われた。

### クレジットカード活動〜クレカツ〜
番組内でクレジットカードが度々話題に上り、盛り上がったことで第25回放送からコーナー化された。

### とある税理士の税務相談室
リスナーから山田への税務相談が多いため、第68回放送からコーナー化された。税務相談室は「タックスガン」と読む。
税理士の業務として有料で行っている相談を、ラジオのコーナーとして無料で行う。

### みんなの景品フェアリー
浅野(と夫の畑健二郎)が起ち上げた景品サイト「景品フェアリー」を発展させるためのアイデアをリスナーから募るコーナー。第184回放送からコーナー化された。

## 刊行物
- 『山田先生とマネー番組をはじめたら、株で300万円儲かった』 (2016年8月31日 浅野真澄、山田真哉 扶桑社) ISBN 978-4594075323